# Cerro de Castro
Cerro de Castro är en ort i Mexiko.   Den ligger i kommunen Hueyapan de Ocampo och delstaten Veracruz, i den sydöstra delen av landet, 500 km öster om huvudstaden Mexico City. Cerro de Castro ligger 255 meter över havet och antalet invånare är 473.
Terrängen runt Cerro de Castro är platt söderut, men norrut är den kuperad. Runt Cerro de Castro är det ganska tätbefolkat, med 72 invånare per kvadratkilometer. Närmaste större samhälle är El Aguacate, 6,8 km norr om Cerro de Castro. Omgivningarna runt Cerro de Castro är en mosaik av jordbruksmark och naturlig växtlighet.